# 진장유통단지
진장유통단지는 대한민국의 울산광역시 북구 진장동에 위치한 물류 유통단지이다. 현재는 울산도시공사가 담당하고 있다.

## 역사
- 2000년 8월 진장유통단지 지정 (사업자인 한국토지공사)
- 2003년 1단계 개발 사업 착공
- 2007년 1단계 개발 사업 준공
- 2008년 7월 7일 2단계 개발 사업 타당성 조사 완료
- 2011년 12월 15일 물류단지계획 승인 고시
- 2012년 9월 26일 2단계 개발 사업 착공
- 2018년 12월 31일 2단계 개발 사업 준공

## 위치
- 면적 : 206,429m2 (물류: 59,379, 상류: 68,782, 지원: 32,096, 공공: 46,172m2)

### 상업 시설
- 코스트코 울산점
- 하나로클럽 울산점
- 모다아울렛 울산점
- 롯데마트 진장점
- 유니클로 울산진장점
- 울산농산물종합유통단지
- 메가마트 울산점
- 울산쇼핑아울렛
- 진장디플렉스

### 문화 시설
- CGV 진장점

### 교통 시설
- 울산차량등록사업소
- 울산자동차매매단지

### 기타 시설
- 울산우편집중국

## 같이 보기
- 진장동
- 유통단지